# DISC
DISC, DISC-metoden eller fyrfärgsmetoden på svenska, är en pseudovetenskaplig metod för att dela in människor i beteendestilar (en del av personlighetstyper) namngivna efter fyra olika färger. Den bygger på Emotions of Normal People (1928) av William Moulton Marston. Metoden är den mest spridda i världen för att arbeta med coachning, öka självkännedom, kommunikation och teamutveckling. Metoden har använts i Sverige sedan 90-talet och det finns en mängd olika DISC-analyser på marknaden. En del är enkla och en del lite mer avancerade. På 2010-talet har den blivit väldigt omskriven i Sverige genom boken Omgiven av idioter (2014) av Thomas Erikson.
Metoden har fått förespråkare som anser att den är användbar, men även många kritiker som framhåller att metoden saknar vetenskapligt stöd och jämför den med användning av horoskop. Metoden ska inte beskrivas som ett test utan är endast en självskattning av beteende.

## Historia
Den amerikanske psykologen och advokaten William Moulton Marston (1893–1947), skapade tillsammans med sin fru Elizabeth Holloway Marston en tidig prototyp av en lögndetektor. De skapade även tillsammans seriefiguren Wonder Woman. Arbetet med lögndetektorn gjorde honom intresserad av människors beteende och känslor. 1928 publicerade han boken Emotions of Normal People, som formaliserade hans tankar i embryot till DISC-testet. Moulton byggde sin teori på en hypotes om att människors beteende påverkas av något han kallade psykonisk energi. Dessa ansåg Moulton förmedlades genom en vävnad mellan motoriska nervceller som han kallade psykoner. Samtida forskning stödde dock aldrig den teorin, och modern forskning visar ingen som helst existens av vare sig psykonisk energi eller psykoner.
Själva DISC-testet skapades 1956 av psykologen Walter Clarke, genom själv-testet Activity Vector Analysis. Det var en checklista med adjektiv där testpersonen ombads välja om beskrivningen passade in på dem. Målet med testet var att hjälpa företag välja kvalificerade personer att anställa.
Clarke med flera förändrade testet och publicerade en ny variant i "Journal of Clinical Psychology." Istället för en checklista så ombads nu testpersonen att göra ett val mellan två eller flera ord. En formaliserad analys av svaren gav ett resultat.
Psykologen John Geier skapade testet Personal Profile System på 1970-talet, som utvecklades till Everything DiSC, ett kommersiellt system som fortfarande finns idag och ägs av John Wiley & Sons.

## Metoden
Personer delas in i olika färger för att bli enkla att förstå och förhålla sig till. De flesta personer sägs vara två färger, medan ett fåtal är en eller tre färger.
- Röd person: drivande, ambitiös, viljestark och tävlingsinriktad
- Gul person: entusiastisk, utåtriktad, charmig och kreativ
- Grön person: vänlig, pålitlig, tålmodig och hänsynsfull
- Blå person: logisk, anspråkslös, försiktig och noggrann

Dessa färger är relaterade till metodens fyra huvudsakliga beteendestilar, enligt förkortningen DISC:
- Dominance (dominans)
- Inducement (inflytande)
- Submission (stabilitet)
- Compliance (anpassning)

## Användning i Sverige
I Sverige har DISC-test används kommersiellt sedan 1973, först genom Institutet för Personlig Utveckling (fortfarande aktivt). Grundaren Sune Gellberg fick med sig materialet hem från en internationell konferens och har jobbat med det i organisationer och företag sedan dess. Det stora genomslaget för metoden i Sverige kom 2015-2016, med boken Omgiven av idioter (2014) av Thomas Erikson. Numera finns det en mängd bolag som sysslar med test och kurser baserade på DISC-metoden.
I takt med att Omgiven av idioter blivit allt populärare och lagt grunden till kurser som köps in av offentliga myndigheter har kritiken ökat. Barnläkaren Mats Reimer skriver: "Teorierna bakom DISC är rena fantasier och vetenskapliga utvärderingar lyser med sin frånvaro. Men de fyra färgerna verkar fascinera dagens publik på samma sätt som folk tills ganska nyligen såg (och en del fortfarande ser) horoskop som en källa till kunskap." Den legitimerade psykologen och psykoterapeuten Dan Katz beskriver boken och dess användning som "en av de största pseudovetenskapliga skandalerna i Sverige de senaste åren", vilket bidrog till att boken och Erikson av Föreningen Vetenskap och Folkbildning utsågs till Årets förvillare 2018.
Sveriges Radio och Läkartidningen har uppmärksammat att krav på DISC-profil förekommit i vissa utbildningar som ST-läkare och studierektor, samt att flera regioner spenderat mångmiljonbelopp på kurserna. Efter uppmärksamheten meddelade Lipus som kvalitetsgranskar AT- och ST-utbildningar att man inlett en översyn av vilka kurser som kan användas av offentliga verksamheter.